# Rosenstrasse
Rosenstrasse è un film del 2003 diretto da Margarethe von Trotta.
Rosenstrasse è il nome di una strada di Berlino, dove nel 1943 centinaia di donne ariane manifestarono, protestando contro la deportazione dei loro mariti ebrei e riuscendo infine a farli liberare.

## Trama
Ruth, una donna ebrea originaria di Berlino, è scampata da bambina all'olocausto ed è giunta negli Stati Uniti d'America dopo la fine della guerra. I ricordi dell'infanzia sono troppo dolorosi per Ruth e, nel tempo, ha preferito rimuoverli. Così, quando, tanti anni dopo, rimane vedova e mostra avversione per il fidanzato non ebreo della figlia Hannah, a quest'ultima pare un atteggiamento irrazionale.
Hannah, con l'aiuto della cugina della madre, comincia a ricostruire la storia della piccola Ruth e si reca in Germania ad intervistare Lena, la donna che la salvò. Attraverso i ricordi di Lena che partecipò alla protesta di Rosenstrasse, Hannah recupera la memoria del passato e, alla fine, può sposarsi con la benedizione della madre.

## Distribuzione
È stato presentato in anteprima mondiale alla 60ª Mostra internazionale d'arte cinematografica di Venezia il 31 agosto 2003.

## Riconoscimenti
- 2003 - Mostra internazionale d'arte cinematografica di Venezia
  - Miglior interpretazione femminile a Katja Riemann
  - Candidato a Leone d'oro a Margarethe von Trotta
- 2003 - European Film Awards
  - Candidatura a Miglior attrice a Katja Riemann
- 2004 - David di Donatello
  - Miglior film dell'Unione europea a Margarethe von Trotta